# Ɯ
Ɯ (minuskule ɯ) je speciální znak latinky. Jde o obrácené m.
V Unicode jsou tyto znaky jako U+019C (decimálně 412) resp. U+026F (623).
Jako znak IPA představuje zavřenou zadní nezaokrouhlenou samohlásku.